# Església de fusta de Ringebu
L'església de fusta de Ringebu és una de les 28 stavkirke medievals de Noruega, i una de les més grans. Va ser construïda prop de l'any 1220 al municipi de Ringebu, a la província d'Oppland.
Va ser remodelada i engrandida significativament al segle xvii.

## Arquitectura
El seu disseny original és el d'una stavkirke de tipus B del subgrup Borgund Encara que sol classificar-se com a tal, té elements aliens a l'arquitectura de les stavkirke, com la planta en forma de creu grega, la torre del creuer i la presència de finestres, entre d'altres.
De l'església medieval només queda la nau, amb una sala central de sostre elevat envoltada per un deambulatori de sostre de menor elevació -disposició típica de les stavkirke de tipus B-. La divisió entre la sala central i el deambulatori es realitza a través de 12 pals circulars units entre si per mitjà de tirants en forma d'encreuaments de Sant Andreu o sautors.
Un transsepte travessa la nau de l'església, i compta amb un vestíbul que serveix d'entrada al braç sud. En el creuer s'aixeca l'única torre, de color vermell, a manera de llanterna. La cuculla de la torre és octagonal sobre quatre triangles invertits i quatre trapezis.
A l'est de la nau es localitza el cor, de la mateixa altura i ample de la nau. Encara que molt similar a la nau en l'exterior, en realitat no va ser construït en la tècnica de les stavkirke. No compta amb absis. Pel costat nord es comunica amb la sagristia.

## Història
L'església va ser construïda cap a l'any 1220 en el lloc on abans va haver-hi una església de pals. A l'Edat Mitjana, l'església quedava al centre del poble; era un temple de planta longitudinal, amb cor acabat en absis, i tota la construcció es trobava envoltada per un corredor o galeria de ventilació.
Després de la Reforma Protestant, l'església va ser remodelada per Werner Olsen i a partir de l'any 1631 va tenir la seva característica torre vermella. En aquesta remodelació es va aixecar el transsepte, es va esfondrar el cor, l'absis i el corredor, i es va construir un nou cor amb sagristia. Al mateix temps, l'interior va ser equipat amb nou mobiliari, destacant-se algunes peces barroques, i es van introduir finestres en les parets tant de les parts noves com de les originals.
L'interior va ser pintat per primera vegada l'any 1717, i en algun moment l'exterior va ser pintat totalment de blanc (com la stavkirke d'Undredal). La remodelació iniciada l'any 1921 va intentar tornar-li al temple algunes de les seves característiques primitives, restaurant les parts medievals i retirant la pintura de l'exterior. En el sostre es van col·locar elements decoratius de l'art nòrdic, com caps de drac.

## Inventari i decoració
De la primitiva església de pals es conserva la pila baptismal, d'esteatita, datada del segle xi. El portal occidental és una de les peces originals de la stavkirke. És una variant de l'estil de Sogn-Valdres, i presenta motius animals en la seva talla. Ha passat al llarg de la història per danys significatius, per la qual cosa actualment és una peça restaurada.
Al costat esquerre de l'arc del triomf, entre la nau i el cor, hi ha una talla de fusta de Sant Llorenç, original del segle xiii. En els murs encara es distingeixen dues escriptures rúniques, així com dos dibuixos animals i un d'humà, que es creuen daten d'èpoques medievals. També medievals són dos cricifixos de fusta del segle xiv.
Les banques són elements posteriors a la reforma, així com diversos elements decoratius. Destaquen d'aquesta època el monograma del rei Frederic V a la part alta de l'arc del triomf, l'altar de 1686 i el fastuós púlpit barroc de 1703, de fusta policromada i obra de l'escultor Lars Jensen Borg.
L'òrgan, de la marca Åkerman & Lund, està inspirat en l'art barroc del segle xvii de l'Europa del Nord. Va ser inaugurat l'any 1982, reemplaçant a un de principis del segle xix, i és un dels òrgans més excel·lents de tota Noruega.

## Arqueologia
S'han realitzat diverses excavacions arqueològiques sota el pis de l'església i als seus voltants. L'última d'elles va ser duta a terme els anys 1980 i 1981. Per aquestes recerques es van descobrir restes de fusta d'una església més antiga i les marques dels seus pals sobre la terra, que permeten afirmar que hi havia un edifici de tècnica anterior a les stavkirke, que no comptava, com aquestes, amb fonamentació de pedra.
Una altra troballa rellevant va ser la localització de 900 monedes d'or, la majoria de l'Edat Mitjana, especialment de la segona meitat del segle xiii
Sota el sòl i especialment sota el transsepte es van localitzar diverses tombes, especialment de sacerdots luterans i les seves respectives famílies, però també d'alguns personatges civils, com per exemple Sophie Amalie Rosenkrantz, propietària de la baronia Rosendal.

## Serveis
L' església de fusta de Ringebu ha mantingut el seu ús eclesiàstic des de l'Edat Mitjana. Actualment és la principal església de la parròquia luterana de Ringebu, formant part de l'Església de Noruega.
És també seu de concerts d'organistes i d'un festival internacional de música durant l'estiu.